# حارة 7 يوليو (ذمار)
حارة 7 يوليو هي إحدى حارات مدينة ذمار التابعة لمحافظة ذمار، بلغ تعداد سكانها 2,612 نسمة حسب تعداد اليمن لعام 2004.